# Abadia de Sant Denís
L'Abadia de Sant Denís (en francès: Abbaye Saint-Denis) era una abadia situada al costat de la Basílica de Saint-Denis, a la perifèria de París (França). Actualment l'edifici de l'abadia allotja una escola.

## Història del monestir

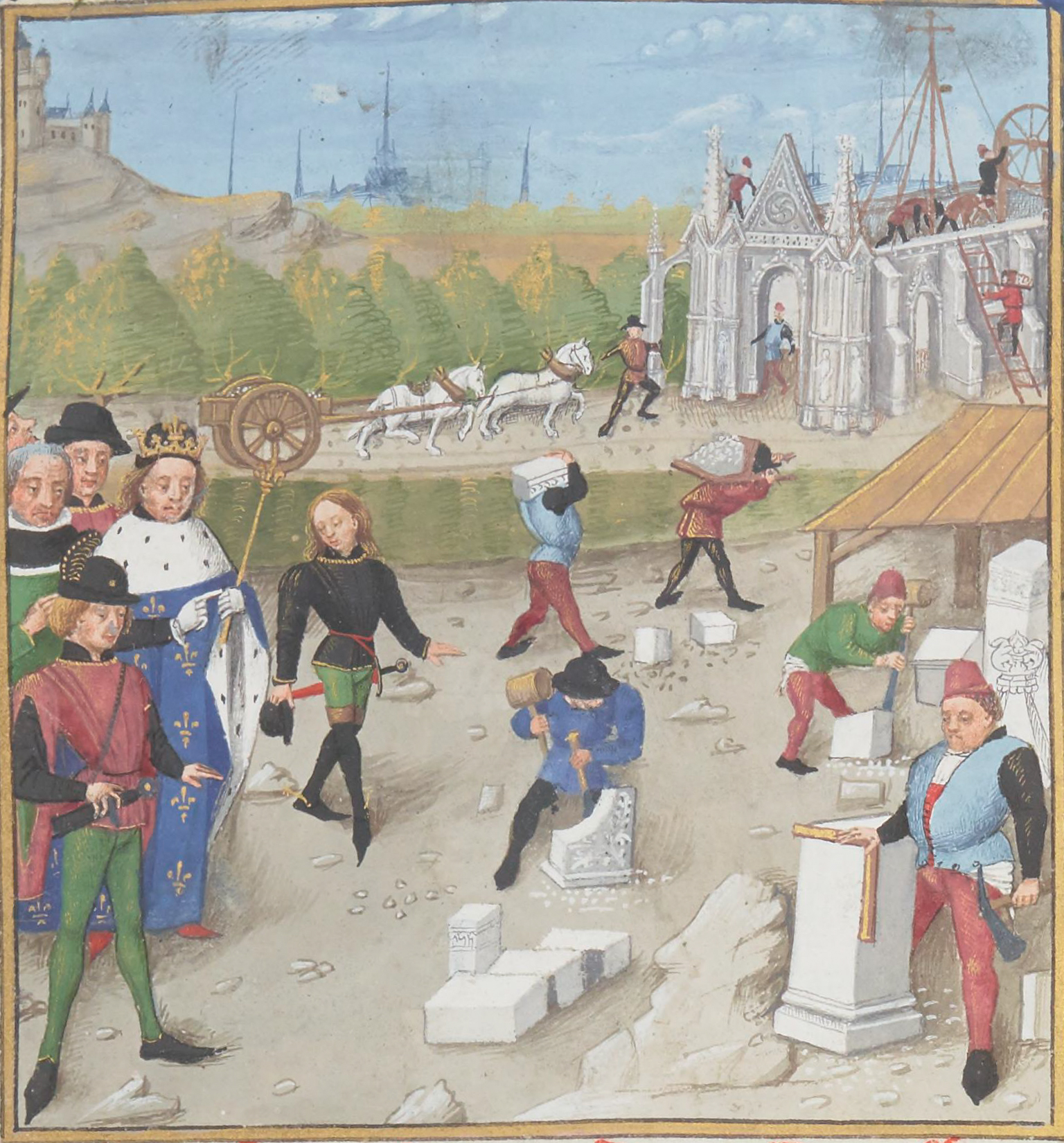
Il·lustració de les Grandes croniques de France on Dagobert visita les obres de construcció de l'abadia

Va ser fundada per Dagobert I, rei dels Francs (628 - 637). En aquell lloc deia la llegenda que havia estat enterrat Sant Dionís, primer bisbe de París, qui més endavant seria el sant patró de França. Al costat del primitiu santuari es va edificar un monestir benedictí. A poc a poc la petita església va anar atraient més i més creients, de manera que es va haver d'ampliar formant la Basílica de Saint Denis. Al subsòl de la basílica està la cripta on van ser enterrats els reis francesos.
Als començaments de la seva creació va ser un lloc pròsper però durant un temps, a causa de les guerres i de la deixadesa dels seus dirigents, va anar decaient. L'any 750, en fer-se'n càrrec l'abat Fulrad, va tornar a un període de riquesa i esplendor, car aquest abat era conseller i diplomàtic predilecte de Pipí el Breu, de Carloman I i de Carlemagne, així com dels papes Zacaries, Esteve II, Pau I, i Adrià I. Tots ells van procurar complaure Fulrad i que al monestir no faltés de res.
L'abadia va tenir una biblioteca amb llibres de creació pròpia i també una infermeria.
Durant el segle xvi alguns abats laics de famílies nobles (Borbó, Lorena) hi van construir les seves capelles i establiments particulars.

El 1567 l'abadia va ser devastada pels Hugonots.

Entre el 1633 - 1642 va tenir lloc una reforma de l'abadia per part de la Congregació de Sant Mauro, una branca dels benedictins.

El 1691 Lluís XIV va suprimir el títol d'abat. A partir d'aquell moment els superiors a càrrec de l'abadia van prendre el títol de Gran Prior. Els ingressos de l'abadia van ser confiscats per al manteniment de l'escola de Saint-Cyr.

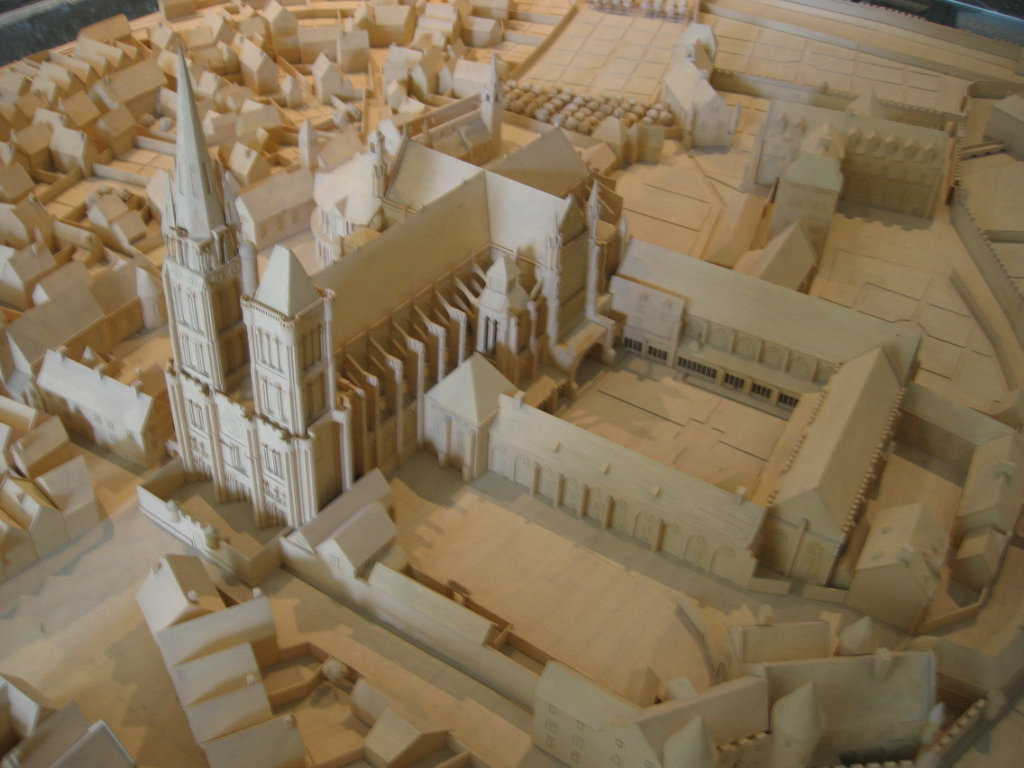
Maqueta que representa la basílica i, adossada al seu costar l'abadia de sant Denís

El seu aspecte actual és degut a la reconstrucció feta al segle xviii pels arquitectes Robert de Cotte i Ange-Jacques Gabriel i va esdevenir un dels millors exemples d'arquitectura monàstica del seu temps.
Amb la Revolució Francesa l'abadia, igual que altres monestirs, va ser suprimida el 1792 i a l'octubre de l'any següent les tombes del seu interior van ser profanades.
El 1809 Napoleó Bonaparte va aprofitar l'edifici per a crear la Maison d'Éducation de la Legion d'Honeur, una institució destinat a l'educació de les filles dels oficials d'alt grau de la Legió d'Honor; amb els quals encara avui dia n'està lligada.

## Priorats dependents de l'abadia

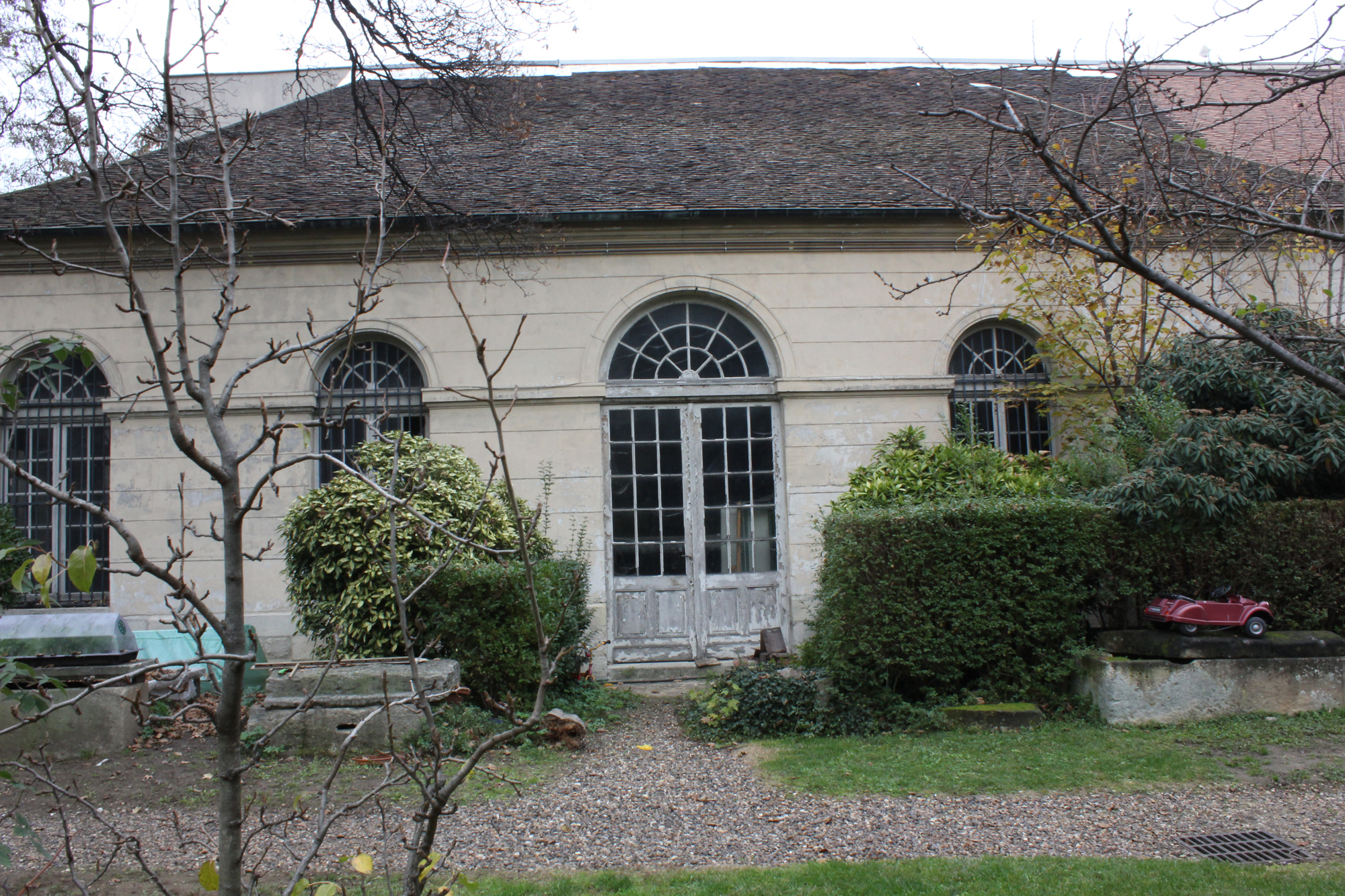
Hort de l'abadia

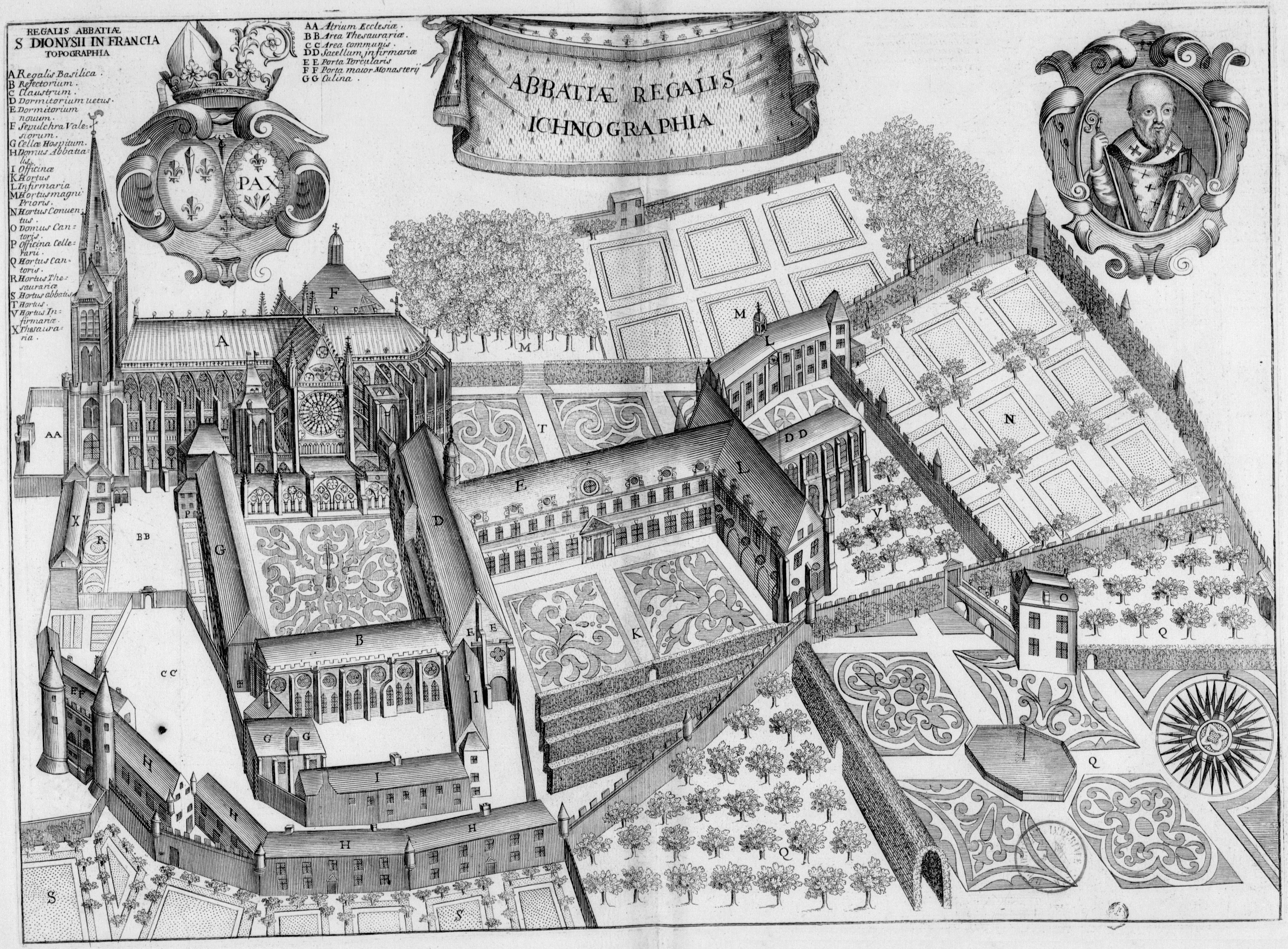
Antic plànol del mostrant el poble amb l'abadia i el seu claustre romànic amb la basílica adjacent.

L'abadia de Sant Denís controlava un cert nombre de convents regits per un prior, però dependents de l'abadia.
Als arxius de Sant Denís s'hi troba el nom dels priors que han governat els convents dependents. Aquests arxius es conserven actualment en els Arxius nacionals de França:
- Priorat de Saint-Hippolyte, prop de Sélestat (Alt Rin)
- Priorat de Saint-Alexandre a Lièpvre (Alt Rin)
- Priorat del Mont Saint-Michel, prop de Verdun
- Saint-Dieudonné (Saint-Dié-des-Vosges)
- Saint-Véron o Asberting, diocesi de Metz
- Saint-Vital, prop de Metz
- Saint-Georges també conegut com a Cel·la d'Adalonge, diocesi de Metz

## Llista d'abats i grans priors de Sant Denís

### Abats
En el llistat apareixen alguns abats in commendam, és a dir, abats laics.
- Dodon, 627 - 632
- Chunauld, 632[4]
- Agilulf, ?[5]
- Wandebercht, 647- ?[6]
- Charderic, 678 - ?
- Chainon, 690 - ?[7]
- Dalfin, 709 - 710
- Chillard, 710 - 716
- Turnoald, bisbe de París, "custos" de Saint-Denis el 717
- Hugues, abat de Sant Denís, de Fontenelle (actualment Saint-Wandrille), i de Jumièges, arquebisbe de Rouen, bisbe de París i de Bayeux.
- Berthoald, 723 - 726
- Godobald, 726 - ?
- Amalbert, mort el 6 de juny del 749 segons els arxius de Sant Denís
- Fulrado, 750 - 784
- Maginario, 784 - 793
- Fardulfo, 793 - ?[8]
- Waldo di Reichenau, 805 - 814
- Ilduí de Sant Denís, 814 - 841
- Lluís, ? - 867[9]
- Carles el Calb rei dels francs occidentals
- Goscelí, 877 - 884 (bisbe de París el 884)
- Ebles,[10][11] 886 - ?
- Robert I de França, comte de París i després rei de França, 903 - ?,
- Hug el gran, fill de l'anterior, 923 - ?
- Hug Capet, rei de França, 956 - ?
- Gerard
- Robert II, 980 – 994
- Odiló, 994 – 998
- Vivien, 998 - ?
- Ugo IV, 1049 - 1062
- Raynier, 1067 - 1071
- Guillaume, 1071 - 1091
- Ivo I, 1091 – 1099,
- Adam, 1099 - 1122
- Sugerio, 1122 - 1151
- Odó II, 1151 - 1162
- Eudes III de Taverny, 1162 - 1169
- Yves II, 1169 – 1173
- Guillaume Le Mire, de Gap, 1173 - 1180 (destituït per Felip II de França)
- Hugo V de Foucault, 1180
- Hugo VI de Milan, 1197 – 1204
- Enric I Troon, 1204 – 1221
- Pierre d'Auteuil, 1221 - 1229
- Eudes IV de Clément, 1229 - 1245
- Guillaume III Macorris, 1246 – 1254
- Henri II Mallet, 1254 - 1258
- Mathieu de Vendôme, 1258 - 1286
- Renaud de Giffard, 1286 – 1304
- Gilles I, 1304 - 1325[12]
- Guy Ier di Châtres, 1326 – 1343
- Gilles II Rigaut, 1343 - 1351
- Gauthier II de Pontoise, 1351 – 1354
- Robert III de Fontenay, 1354 – 1363
- Guy de Monceau, 1363 – 1393
- Felip I de Vilette, 1393 – 1418
- Jean I de Borbon, 1418 – 1431
- Guillaume IV Farréchal, 1431 – 1442
- Philippe II de Gamaches, 1442 – 1464
  - Jean Jouffroy, 1464 - 1473, in commendam
  - Jean de Bilhères, dit de la Groslaye o de la Graulas, 1473 – 1499[13] in commendam
- Antoine de la Haye 1499 – 1505
- Pierre II de Gouffier, 1505 - 1517
- Eymard de Gouffier, 1517 - 1519
- Jean d'Orimont 1519 - 1529
- Luigi II, 1529 - 1557[14] in commendam
- Carlo II, 1557 - 1567[15]in commendam
- Lluís III de Lorena, després cardenal de Guisa, 1574 - 1589 in commendam
- Carles II de Borbó-Vendôme, 1589 - 1594[16] in commendam
- Lluís IV de Lorena, 1594 - 1622[17] in commendam
- Enrico II de Guisa de Lorena, 1622 – 1633 in commendam
- Armand de Borbó-Conti, 1642 - 1654, in commendam
- Giulio Mazarino, cardenal, 1654 - 1662, in commendam
- Jean-François Paul de Gondi, cardenal de Retz, 1662 - 1679, in commendam
- Lluís XIV rei de França, 1679 – 1691,abat in commendam

### Grans priors
- Dom Charles le Bouyer, 1691 - 1693
- Dom Julien Raguideau 1693 - 1693
- Dom Pierre Arnould de Loo 1696 - 1702
- Dom Mathieu Gilbert, 1702 - 1705
- Dom Charles Petey de l'Hostellerie, 1705 - 1705
- Dom Pierre Arnould de Loo, 1708 - 1711 (per segona vegada)
- Dom Denys de Sainte Marthe, 1711 - 1714
- Dom Robert Marchand, 1714 - 1717
- Dom Denys de Sainte Marthe, 1717 - 1720 (per segona vegada)
- Dom François Anseaume, 1720 - 1723
- Dom Pierre Richer, 1723 - 1729
- Dom Pierre du Biez, 1729 - 1736
- Dom Joseph Castel, 1736 - 1741
- Dom Pierre du Biez, 1741
- Dom Joseph Avril 1741 - 1748
- Dom Pierre Boucher 1748 - 1751
- Dom Jacques Nicolas Chrestien, 1751 - 1760
- Dom Pierre Boucher, 1760 -
- Dom Jacques Nicolas Chrestien, 1763 - 1766
- Dom Joseph Delrue, 1766 - 1767
- Dom René Gillot, 1767 - 1770
- Dom Jacques Nicolas Chrestien, 1770 - 1773
- Dom Pierre François Boudier, 1773 - 1775
- Dom André de Malaret, 1775 - 1778
- Dom Pierre Bourdin, 1778 - 1781
- Dom Pierre François Boudier, 1781 - 1784 (per segona vegada)
- Dom Pierre Bourdin, 1784 - 1788 (per segona vegada)
- Dom André de Malaret 1788 - 1791 (per segona vegada)

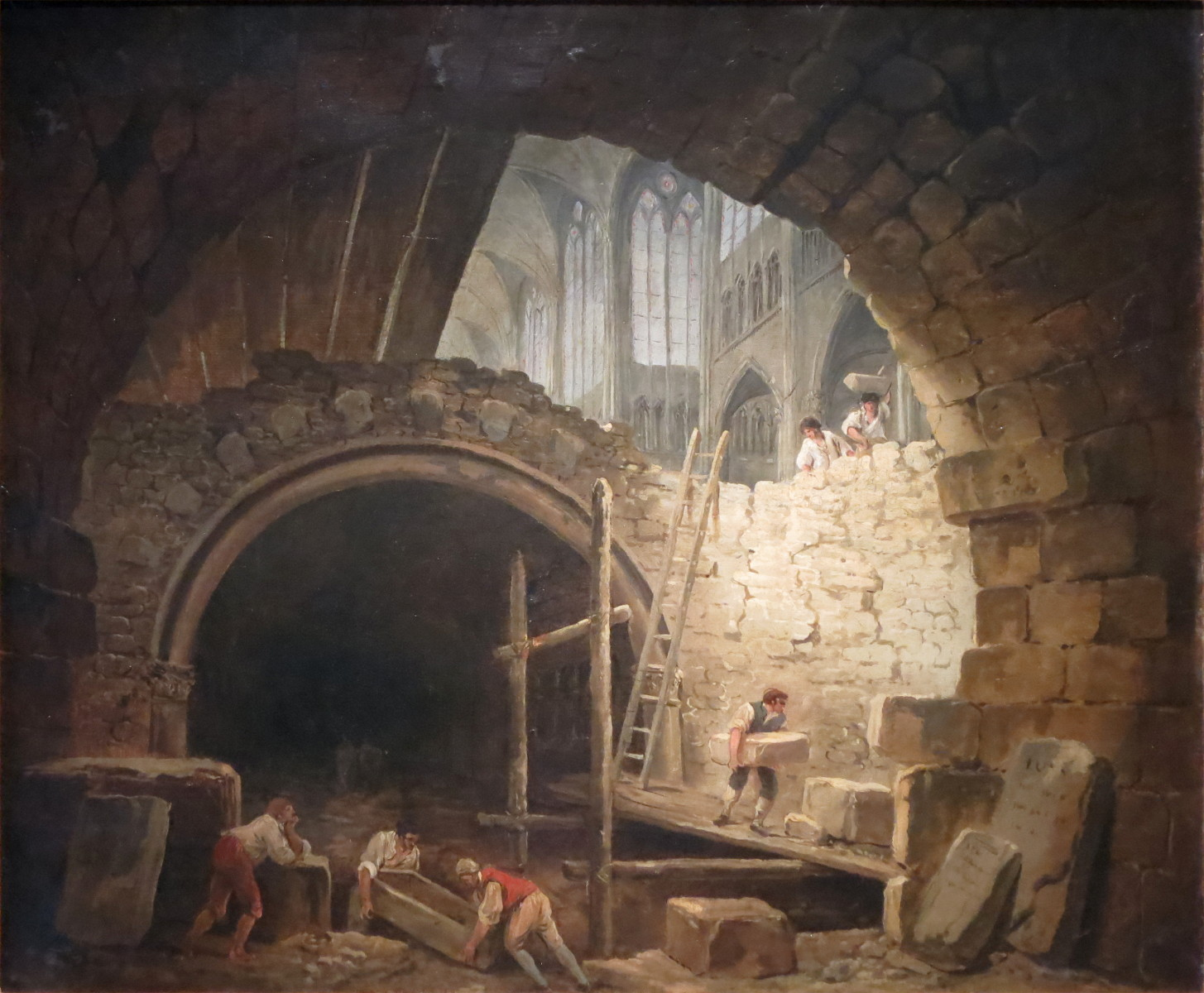
Pintura d'Hubert Robert testimoniant el saqueig de les tombes reials.

- Dom François Verneuil 1791 - 1792